# Manuel Sagarzazu
Manuel Sagarzazu Martínez (Hondarribia, 15 ottobre 1903 – 25 luglio 1990) è stato un calciatore spagnolo, di ruolo attaccante.

## Carriera

### Club
Ha sempre giocato nel campionato spagnolo.

### Nazionale
Ha collezionato due presenze con la propria Nazionale.

## Palmarès

### Club

#### Competizioni nazionali
- Coppa di Spagna: 1

Real Unión: 1927